# Норт Виндам (Мејн)
Норт Виндам (енгл. North Windham) насељено је место без административног статуса у америчкој савезној држави Мејн.

## Демографија
По попису из 2010. године број становника је 4.904, што је 336 (7,4%) становника више него 2000. године.
| Група             | 2000.         | 2010.         |
| Белци             | 4.472 (97,9%) | 4.671 (95,2%) |
| Афроамериканци    | 25 (0,5%)     | 56 (1,1%)     |
| Азијати           | 13 (0,3%)     | 36 (0,7%)     |
| Хиспаноамериканци | 15 (0,3%)     | 60 (1,2%)     |
| Укупно            | 4.568         | 4.904         |